# Coryton
Coryton – wieś w Anglii, w hrabstwie Devon, w dystrykcie West Devon. Leży 47 km na zachód od miasta Exeter i 300 km na zachód od Londynu.